# Малхасян, Антраник Геворкович
Антраник Геворкович Малхасян (арм. Մալխասյան Անդրանիկ Գեորգիի; 1921—2019) — советский и российский краевед, педагог и общественный деятель, кандидат педагогических наук.

## Биография
Родился 21 ноября 1921 года в селе Большие Салы Мясниковского района Ростовской области в семье, имеющей корни крымских (анийских) армян.
После окончания местной армянской семилетней школы поступил в Ростовский армянский педагогический техникум, который окончил 20 июня 1941 года. Участник Великой Отечественной войны с августа 1941 года: воевал под Старой Руссой, принимал участие в Сталинградской битве, в освобождении Ростова-на-Дону, родного села Большие Салы и родины своих предков — Крыма. Принимал участие в штурме Сапун-горы и освобождении Севастополя.
В ноябре 1945 года демобилизовался и поступил на исторический факультет Ростовского педагогического института (ныне Ростовский государственный педагогический университет). По его окончании, в 1949 году, был направлен инспектором школ Мясниковского района Ростовской области и одновременно преподавал историю в средних школах Чалтыря и Крыма. Затем занимал должность заведующего районным отделом образования, открыл вечернюю школу для жителей Чалтыря. В 1952 году был переведён начальником сектора детских домов областного отдела народного образования, где проработал до 1957 года. В течение тридцати лет был внештатным инспектором и членом совета областного отдела народного образования.
В 1960 году впервые в СССР на Ростовском телевидении Антраник Малхасян организовал еженедельную передачу «Школа на дому для тех, кто работает и учится». На основе опыта ростовчан такую же передачу стало вести и Центральное телевидение страны. Также он стоял у истоков образования армянского культурно-просветительского общества «Нор Нахичеван», лично организовывал курсы армянского языка во многих школах Ростова-на-Дону.
Антраник Геворкович — автор многих пособий для учащихся и учителей, а также статей, опубликованных в журналах «Народное образование» и «Советская педагогика». Его книга «Как самостоятельно учиться» (Учебное пособие для вечерних школ. Москва. Изд. «Просвещение», 1974) по своей значимости была зачтена как диссертация кандидата педагогических наук.
Умер 17 января 2019 года в Ростове-на-Дону.

## Заслуги
- Был награждён орденом Отечественной войны II степени, а также многими медалями, в числе которых «За отвагу», «За боевые заслуги», «За оборону Сталинграда», «За победу над Германией в Великой Отечественной войне 1941—1945 гг.» и армянская медаль «Маршал Баграмян».
- Отличник народного образования РСФСР, Заслуженный учитель РСФСР, Отличник просвещения СССР.